# Aklilu Gebrehiwet
Aklilu Gebrehiwet (en tigrinya : አክሊሉ ገብረሂወት), né le 7 novembre 1994, est un coureur cycliste érythréen.

## Biographie
Aux Championnats d'Afrique de cyclisme sur route 2022 à Charm el-Cheikh, Aklilu Gebrehiwet est médaillé d'or en contre-la-montre par équipes et médaillé d'argent en contre-la-montre par équipes mixtes,.

## Palmarès
- 2016
  - 2e du Circuit d'Asmara
- 2022
  -  Champion d'Afrique du contre-la-montre par équipes (avec Henok Mulubrhan, Mikiel Habtom et Dawit Yemane)
  -  Médaillé d'argent du championnat d'Afrique du contre-la-montre par équipes mixte
- 2023
  - 3e du Tour d'Algérie